# Dolchamar

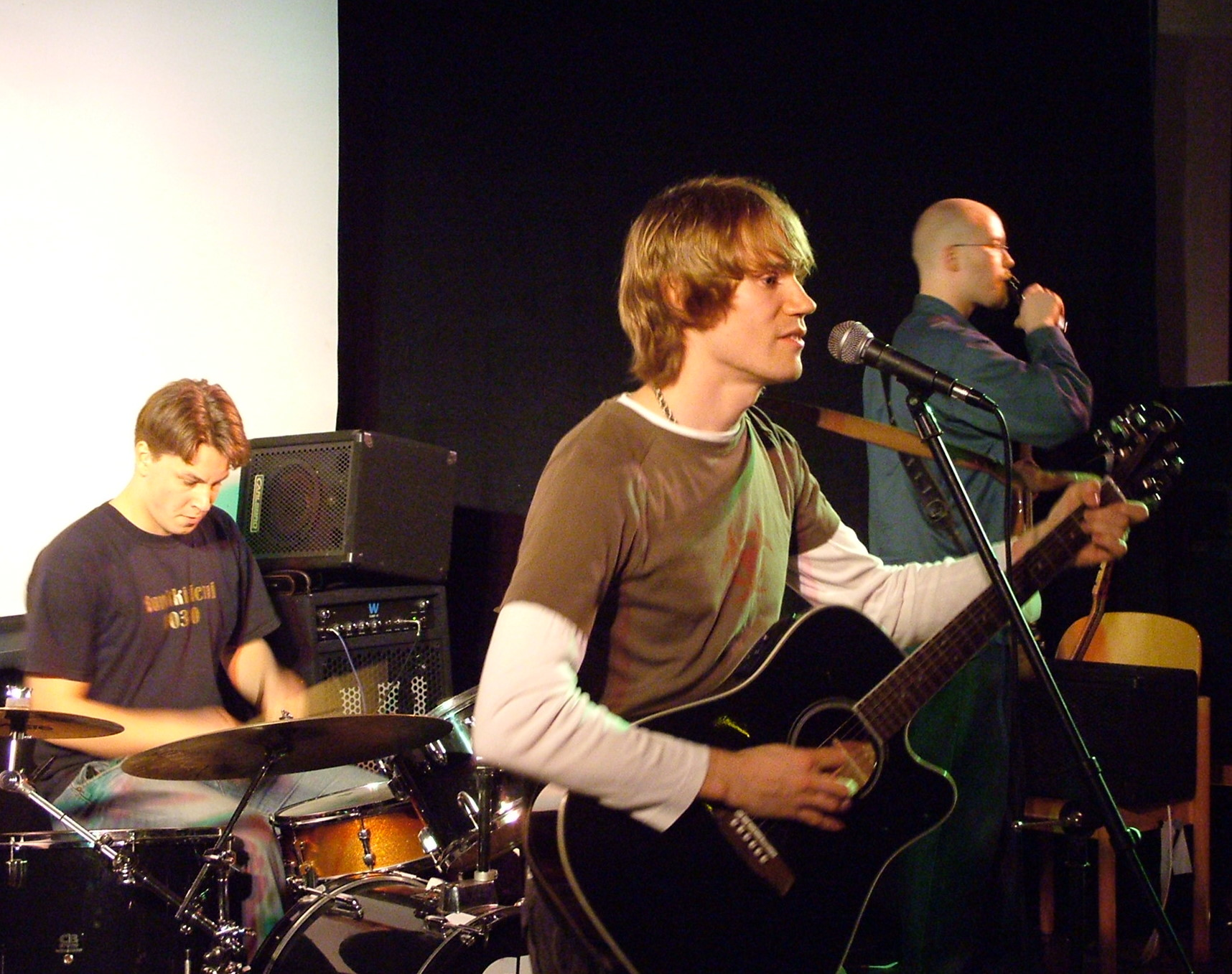
Dolchamar i Tyskland 2006

Dolchamar är ett finskt band som sjunger på esperanto. Bandet grundades år 1999 och har släppt albumen Lingvo intermonda (2000) och Rebela Sono (2005). Dolchamar har kontrakt med det franska skivbolaget Vinilkosmo som specialiserar sig på esperantomusik. Bandet har spelat i Finland, Sverige, Tyskland, Frankrike, Polen, Italien, Bosnien-Hercegovina samt Ungern.
Lordis keybordist Awa (Leena Peisa) var med i detta band mellan 2003 och 2005.